# Billedrør
Et billedrør er den komponent i et fjernsyn eller en monitor som viser billedet: Det er lavet af glas, og har facon omtrent som en firkantet tragt, som er lukket i begge ender så det danner en lufttæt beholder med et vakuum indeni. Den lukkede, brede ende af »tragten« er skærmen: Her dannes billedet ved, at et strålebundt af elektroner, som skabes og styres i »tragtens« snævre ende, »fejer« hen over skærmen. På dennes inderside findes en belægning af lysstof, f.eks. fosfor, som lyser op når det rammes af elektronstrålen, så ved at variere dennes intensitet, skabes mørke og lyse partier forskellige steder i billedfeltet.
Strålen kommer igennem hele billedfeltet adskillige (for europæiske fjernsyn: 25) gange i sekundet. Den fosforbelagte skærm »gløder« i en brøkdel af et sekund efter at elektronstrålen har strejfet det – lige nok til at det lysende billede bliver »hængende« indtil næste gang strålen kommer forbi og »genopfrisker« det. Dette giver det »langsomme«, menneskelige øje en illusion af et blivende billede på skærmen, om end man (især i øjenkrogen) kan fornemme hvordan lyset fra et billedrør »flimrer«.
Når det gælder fjernsyn og skærme til computere er billedrør som teknologi, i løbet af 2010'erne,  blevet erstattet af fladskærme (typisk plasmaskærme), som bruger mindre energi end et billedrør med tilhørende hjælpekredsløb, og modsat billedrøret kan gøres lette og ekstremt flade.
Det bør bemærkes om illustrationerne i denne artikel, at de svarer til små billedrør (5-10 tommer) – større billedrør er langt fra så lange i forhold til skærmens størrelse som det er vist her!

## Billedrør til sort-hvid-tv og -monitorer
Illustrationen til højre viser et billedrør til brug i et sort-hvid-fjernsyn eller monokrom monitor: Bagest (nederst til venstre) i den lufttomme glaskolbe (9) sidder en hul katode (8), som bærer en stor, negativ elektrisk spænding; inden i katoden sidder en glødetråd (5), som holder katoden varm. Spændingen og varmen får katoden til at udsende en »sky« af elektroner (2), som tiltrækkes af en anode i form af en elektrisk ledende belægning af grafit (6) på rørets inderside. Denne er gennem en ledning (14) og en lufttæt gennemføring (7) forbundet til en stor, positiv elektrisk spænding. Ved at variere spændingen på en særlig styreelektrode (12) kan man regulere hvor mange elektroner der »undslipper« katoden, og dermed hvor intens elektronstrålen skal være. Katode, glødetråd og styreelektrode omtales under ét som en elektronkanon.
På sin vej mod skærmen passerer strålen en fokuseringsspole (3), som er monteret udvendigt på billedrøret i et spoleåg af jern (11): Magnetfeltet fra denne spole har samme indvirkning på elektronstrålen som en optisk linse har på lys; når spolen danner et magnetfelt af den rette styrke, fokuseres elektronerne til en snæver stråle. Denne fokusering er i øvrigt grunden til at skærmen på (især ældre) billedrør er konveks (»buer udad« mod beskueren): Strålen er hele tiden fokuseret i den samme brændvidde fra fokusspolen, så elektronerne skal helst tilbagelægge (omtrent) den samme strækning uanset om de sendes mod midten af skærmen eller ud til et af hjørnerne.
På den anden side af fokuseringsspolen sidder fire afbøjningsspoler (1), også monteret på rørets yderside: Disse skaber et varierende magnetfelt, som afbøjer elektronstrålen i hhv. det vandrette og det lodrette plan, så strålen kan bringes til at træffe et vilkårligt punkt på indersiden af skærmen (10). Skærmens inderside er forsynet med et tyndt lag af et stof (4), som fluorescerer (dvs. lyser op) når det rammes af elektronstrålen, så hvis strålen er tilpas fokuseret, skabes en lille, skarpt lysende plet på skærmen.
Særlige hjælpekredsløb i fjernsyn og monitorer sender varierende strømme gennem afbøjningsspolerne, og dirrigerer på den måde lyspletten hen over hele billedfeltet, linje for linje, adskillige gange i sekundet.

## Billedrør til farve-tv og -monitorer
Farvebilleder skabes ved at vise tre »sort/hvide« delbilleder, der viser den kulørte scene set i hver af de tre »grundfarver« rød, grøn og blå, oven i hinanden. Et billedrør der kan vise billeder i farver (vist på illustrationen til højre), adskiller sig fra det sort/hvide billedrør på tre punkter:
- I stedet for én opvarmet katode med styreelektrode findes tre separate sæt (1), som udsender hver sin elektronstråle (2) med hver sin intensitet: Én stråle for hver af de tre grundfarver.
- Lige inde bag ved skærmens inderside findes en såkaldt maske af metal (3), med tusindvis af bittesmå huller i et regelmæssigt mønster.
- I stedet for et ensartet lag af fluorescerende lysstof, er skærmens inderside (4) inddelt i bittesmå zoner med én af tre forskellige slags fluorescerende lysstof: En tredjedel af zonerne lyser rødt når det rammes af en elektronstråle, en anden tredjedel lyser grønt, mens den sidste tredjedel lyser blåt.

De tre elektronstråler fokuseres og afbøjes, ganske som i det sort-hvide billedrør, af en fælles fokuseringsspole og et fælles sæt afbøjningsspoler, men i stedet for at fokusere strålen i skærmens afstand, fokuseres på maskens huller. På grund af hullernes og farvezonernes indbyrdes placering kan elektronstrålen fra f.eks. den katode der skaber det røde delbillede kun »nå« de zoner der lyser rødt, og ligeledes kan de elektronstråler der skaber det grønne og det blå delbillede, kun ramme zoner der lyser hhv. grønt og blåt (5).
Hvis elektronerne forstyrres på deres vej mod skærmen, f.eks. af et udefrakommende magnetfelt, rammer nogle af elektronerne en »forkert« zone så visse dele af billedet får forkerte farver: Dette kaldes for konvergensfejl. Masken kan også blive magnetiseret, så den i sig selv sender nogle af elektronerne »på afveje« og skaber farvefejl selv efter det ydre magnetfelt er fjernet.
Hullerne i masken og farvezonerne på skærmen er tilpas små til, at det menneskelige øje fra en passende afstand ikke kan opløse (»adskille«) de enkelte zoner, men i stedet »blander« farverne, hvorved illusionen om omtrent en hvilken som helst farvenuance skabes. På et almindeligt farvefjernsyn har skærmen ca. 300.000 zoner af hver farve.
I Sonys Trinitron-billedrør er masken ikke en plade med huller som vist på illustrationen, men en ramme med en masse parallelle, tynde metaltråde svejset på. I stedet for det viste sekskantmønster er trinitron-rørets fluorescerende farvezoner inddelt i smalle striber.

## Billedrør til oscilloskoper
I et fjernsyn eller en monitor gentegnes billedet med regelmæssige mellemrum, dvs. de strømme der sendes igennem afbøjningsspolerne har konstante frekvenser: Spolerne udøver derfor en konstant og velkendt impedans overfor strømmen – dette er en fordel da det altid er det samme magnetfelt der skal til for at dirrigere strålen ud til en af skærmens kanter.
Et oscilloskop skal derimod kunne arbejde ved et bredt interval af frekvenser, så for at undgå at skulle kompensere for den frekvensafhængige impedans i afbøjningsspolerne bruger man et elektrisk felt i stedet for et magnetisk til at afbøje elektronstrålen. Som andre billedrør har røret til et oscilloskop (illustrationen til højre) en elektronkanon (2), hvis stråle (3) bringes i fokus af en fokuseringsspole (4) så den aftegner en lille, skarp plet på skærmen (5). Det særlige ved oscilloskopets billedrør er, at de fire afbøjningsspoler er erstattet af fire pladeformede elektroder (1). Hvor elektronikken i et fjernsyn eller en monitor skal genrere strømme til afbøjningsspolerne, leverer elektronikken i et oscilloskop spændinger til rørets fire afbøjningsplader.

## Katodestrålerør som computerlager
I enkelte tidlige computere brugte man katodestrålerør som arbejdslager. Det var først tilfældet i forsøgsmaskinen The Manchester Baby fra 1948.

## Sikkerhed og billedrør
Alle billedrør er pumpet lufttomme, så elektronerne ikke forstyrres eller spredes på deres færd fra katoden til skærmen. Og som andre ting af glas, knuses de ved tilpas kraftige slag eller påvirkninger. Når et billedrør knuses, vil atmosfærens tryk presse glasskårene indefter med voldsom kraft; røret siges at implodere. De fleste skår vil flyve forbi hinanden, og fortsætte ud i alle retninger med høj fart.
Af samme grund er den glasflade der danner skærmen gjort ekstra tyk – et billedrør der er monteret i et apparat skal have et direkte slag med en hammer eller tilsvarende for at implodere. Skal man derimod f.eks. bære et billedrør i "løs vægt", bør man bære sikkerhedsbriller og et kraftigt halstørklæde så øjne og hals (med pulsårer) er beskyttet hvis røret imploderer.
Som nævnt er der en stor spændingsforskel mellem katoden i bagenden og grafitanoden på rørets inderside, typisk 10.000 til 25.000 volt: Skal man servicere et apparat med billedrør imens det kører, f.eks. for at justere det, skal man vogte sig for billedrørets tilledninger og de delkredsløb der danner de fornødne spændinger.
Apparatet bruger almindeligvis et system af kondensatorer til at opbygge og »opmagasinere« disse store spændinger, og disse kondensatorer tømmes ikke nødvendigvis så snart der slukkes for apparatet. Man må derfor regne med at der kan være ubehageligt store spændinger til stede i apparatet flere minutter efter der blev slukket for det. Servicefolk aflader typisk højspændingsdelen samt billedrøret ved at kortslutte terminalerne på de store elektrolytter på printet indeni samt ved at stikke en lang tynd skruetrækker med isoleret håndtag ind under "gummiproppen" på billedrøret hvor Anoden går til. Skruetrækkeren skal aflede til stel eller 0 via en ledning der er sat på den. Gøres dette korrekt høres et lille knald og det er nu sikkert at arbejde på apparatet så længe det ikke tændes igen.